# Nicolas Chartier
Pour les articles homonymes, voir Chartier.
Nicolas Chartier est un producteur de cinéma français.

## Biographie
Nicolas Chartier, au cours de sa carrière, a été vice-président de Myriad Pictures (en) (1999), président de Vortex Pictures (2001), directeur des ventes et acquisitions à Arclight Films (2003). Il fonde Voltage Pictures (en) avec Dean Devlin en 2005,.
Nicolas Chartier, a été interdit de présence à la 82e cérémonie en 2010 par la direction de l'AMPAS à la suite de l'envoi d'un courriel appelant à choisir Démineurs de Kathryn Bigelow, une production indépendante et non un « long métrage à 500 millions de dollars », visant Avatar de James Cameron, le principal adversaire.

## Filmographie
- 2001 : Sex trouble de Jay Lowi
- 2008 : Démineurs de Kathryn Bigelow
- 2009 : The Keeper de Paul Lynch
- 2010 : Seule contre tous de Larysa Kondracki
- 2011 : Killer Joe de William Friedkin
- 2012 : Generation Um... de Mark L Mann
- 2012 : Sous surveillance de Robert Redford
- 2013 : Don Jon de Joseph Gordon-Levitt
- 2013 : Charlie Countryman de Fredrik Bond
- 2013 : Zero Theorem de Terry Gilliam
- 2013 : Dallas Buyers Club de Jean-Marc Vallée
- 2013 : Force of Execution de Keoni Waxman
- 2014 : Burying the Ex de Joe Dante
- 2014 : Good Kill de Andrew Niccol
- 2014 : The Cobbler de Thomas McCarthy
- 2014 : Comment séduire une amie (Playing It Cool) de Justin Reardon
- 2015 : Père et Fille (Fathers and Daughters) de Gabriele Muccino
- 2016 : Last Call (A Family Man) de Mark Williams
- 2017 : Colossal de Nacho Vigalondo
- 2017 : L.A. Rush (Once Upon a Time in Venice) de Mark et Robb Cullen
- 2017 : Revolt de Joe Miale
- 2019 : The Professor and the Madman de Farhad Safinia

## Distinctions
- Oscars 2010 : Oscar du meilleur film pour Démineurs, conjointement avec Kathryn Bigelow, Mark Boal et Greg Shapiro
- BAFTA 2010 : BAFA du meilleur film pour Démineurs, conjointement avec Kathryn Bigelow, Mark Boal et Greg Shapiro